# Morte de Mary Jane Barker
Em 25 de fevereiro de 1957, Mary Jane Barker, uma menina americana de 4 anos de Bellmawr, Nova Jérsei, desapareceu junto com o cachorro de sua amiga. Depois de uma extensa busca pela cidade, apelidada pela imprensa de "a maior busca em South Jersey ", seu cadáver foi descoberto por seu colega no armário de uma casa vazia perto de sua casa no dia 3 de março. O cachorro saltou para fora do armário, aparentemente ileso.
Apesar da suspeita inicial de crime, a morte foi considerada um acidente; um caso de fome e exposição, pois Barker não conseguia escapar do armário. Os investigadores concluíram que Barker morreu em 28 de fevereiro, três dias após seu desaparecimento. Como resultado, o prefeito ordenou que as portas do armário abrissem com mais facilidade. A imprensa em torno do caso Barker também levou às primeiras ligações sobre o Boy in the Box.

## Nascimento e irmãos
Mary Jane Barker nasceu em Bellmawr, Nova Jérsei em 28 de fevereiro de 1953, filha do Sr. e da Sra. Frank Barker. Ela tinha dois irmãos mais velhos: Carol Ann, 8 anos mais velha; e Frank Jr., 6 anos mais velho.

## Desaparecimento
Barker desapareceu junto com um filhote de spaniel preto de quatro meses às 10:30 da manhã na segunda-feira, 25 de fevereiro de 1957, em Bellmawr. Ela foi vista brincando em um quintal próximo, indo se encontrar com sua amiga e vizinha, Maria Freitta, de 6 anos, a dona do cachorro. A polícia foi notificada por 13:30 Ela foi presumivelmente sequestrada e, no dia seguinte, pegadas foram encontradas ao longo de um riacho próximo, que pareciam as de um homem, criança e cachorro. A polícia afirmou que as pequenas pegadas na lama correspondiam ao tamanho dos sapatos de Barker.

### Busca
Seu desaparecimento "desencadeou uma busca intensiva por um sequestrador ou assassino", de acordo com o The Philadelphia Inquirer. Foi chamada de "a maior busca em South Jersey ". Centenas de voluntários e policiais revistaram a cidade. Na primeira noite, mais de 200 civis fizeram uma busca pé a pé. Eventualmente, bem mais de mil pessoas foram envolvidas. Seu quarto aniversário chegou e passou sem nenhum sinal da garota.
Na quarta-feira, 27 de fevereiro, os pais fizeram um apelo na televisão a qualquer pessoa que possa ter sequestrado Barker, pedindo-lhes que "deixem a criança na igreja mais próxima". Vern Lovering, um lixador de 43 anos e molestador de crianças condenado, foi interrogado e disse que estava perto da casa de Barker.
Na quinta-feira, 28 de fevereiro, o Federal Bureau of Investigation (FBI) conduziu sua própria busca e, no dia seguinte, questionou Lovering novamente depois que a polícia recebeu um telefonema exigindo um resgate de 500 dólares. A polícia fez um apelo ao sequestrador para que não "apressasse ou fizesse mal à criança".
A dor da família Barker foi especialmente aguda em 28 de fevereiro e em 1 de março, uma vez que eram os aniversários de Barker e seu pai, e eles planejavam fazer uma celebração conjunta naquela semana. A polícia afirmou que estava trabalhando em várias pistas, mas não teve novidades. No sábado, 2 de março, o FBI foi oficialmente chamado de acordo com as disposições da Lei Federal de Sequestro. Vários lixões próximos foram revistados sem sucesso.

## Descoberta do corpo
No domingo, 3 de março, Maria Freitta, dona do cachorro e amiga de Barker, foi com a mãe a um rancho recém-construído ao lado de sua casa. Foi na 433 2nd Ave, de propriedade de sua tia e tio, Sr. e Sra. Pat Vecchia. Maria conseguiu abrir a porta do armário do quarto do rancho, e seu cachorro desaparecido saltou para fora do armário e saltou alegremente sobre ela. Também no armário estava Barker, morta, em uma posição sentada, o capuz de seu casaco azul cobrindo parcialmente seu cabelo loiro. Ela foi encontrada com as mesmas roupas que vestia quando desapareceu.  Pedaços de pelo de seu chapéu foram removidos. O Chefe de Polícia Edward Garrity afirmou acreditar que Barker tinha sido recentemente colocada no armário enquanto o cachorro tinha sido alimentado recentemente, e não havia resíduos de animais no armário, apesar do cão não ser domesticado.
Durante procuras anteriores, incluindo a visita de um restrador, nenhum cachorro foi ouvido. A casa havia sido revistada três vezes antes, mas o armário do quarto onde seu corpo foi encontrado não foi revistado.Rev. Harry McIntyre olhou nos armários dos quartos em 26 de fevereiro, mas nunca lhe ocorreu procurar no armário do quarto da frente. "Eu me concentrei no porão, acreditando que a garota poderia ter caído da escada", disse ele.  Um bombeiro voluntário, John Reeves, também procurou no quarto do primeiro andar, mas não no armário.  Barker pode ter ficado muito assustada para gritar.
Embora a porta estivesse destrancada, um parafuso de polegar aparentemente dificultava a abertura de uma criança. A porta tinha uma maçaneta do lado de fora, mas apenas uma pequena trava por dentro.

## Resultados da autópsia
Em 4 de março, a autópsia indicou que Barker não tinha nada em seu sistema desde um pouco de leite com chocolate na manhã de seu desaparecimento, e não tinha comido desde que ela desapareceu. Não houve indicação de violência; sem sinais de abuso sexual .  Foi descoberto que ela deve ter vivido no armário por três dias sem comer ou beber. Uma inspeção do armário mostrou marcas de sua tentativa de fuga.
Verificou-se que o cachorro estava com ela o tempo todo. O cão estava "vivo e brincalhão", o que inicialmente levou os investigadores a acreditarem que ela estava no armário há pouco tempo. O cão foi levado primeiro a um veterinário local para estudo, mas eles concluíram que era possível que o cão tivesse que ser sacrificado para examinar o conteúdo do estômago. Dr. Robert Sauer, o veterinário, afirmou que a sobrevivência do cão por vários dias era consistente com a resistência de tal animal. Em 4 de março, o cão foi sacrificado para permitir que veterinários da Universidade da Pensilvânia examinassem o conteúdo do estômago e estabelecessem por que o cão sobreviveu com a Barker. Os investigadores queriam saber se o cão estava sem comida ou água desde o desaparecimento de Barker.
O legista do condado de Camden, Robert J. Blake, considerou sua morte um acidente; um caso de fome com exposição como um fator contribuinte. Um porta-voz do legista disse que Barker ficou preso no armário e morreu de medo e fome. Devido a um buraco no armário, ela não poderia ter sufocado.

## Rescaldo
Em 7 de março, o prefeito Cornelius Devennel ordenou que todas as portas de armários fossem equipadas com puxadores especiais que pudessem ser abertos facilmente por dentro e por fora. Este pedido tornou-se obrigatório para todas as novas construções ou reconstruções de casas. No mesmo dia, foi realizada uma cerimônia em sua memória na Igreja de São Francisco de Sales. No dia 20 de março, a rádio WPEN presenteou Freitta com um novo cachorrinho, um Setter Inglês.

### Menino na caixa
A imprensa em torno do caso Barker levou às primeiras ligações sobre o Boy in the Box. Frank Guthrum, que descobriu o menino, decidiu não chamar a polícia até ouvir os relatos do caso Barker no rádio do carro.